# Michel Sulaiman
Michel Sulaiman (arab. ميشال سليمان = Miszal Sulajman, ur. 21 listopada 1948 w Amszit) – libański wojskowy i polityk, prezydent Libanu od 25 maja 2008 do 25 maja 2014, naczelny dowódca Libańskich Sił Zbrojnych w latach 1998-2008.

## Kariera wojskowa
Michel Sulaiman zapisał się do armii jako kadet 4 października 1967. W 1970 ukończył Akademię Wojskową. Następnie studiował nauki polityczne i administracyjne na Uniwersytecie Libańskim. W czasie służby wojskowej przechodził szkolenia w kraju i za granicą, w Belgii, Francji oraz w USA.
W latach 1990–1991 był dowódcą wojsk w Dżabal Lubnan. W 1991 otrzymał stopień pułkownika. W latach 1991–1993 zajmował stanowisko sekretarza generalnego Sztabu Wojskowego. Od 1993 do 1998 był dowódcą 11. brygady piechoty, a następnie 6. brygady piechoty.
W 1998 awansował do rangi generała. 21 grudnia 1998 został mianowany naczelnym dowódcą armii libańskiej, po odejściu z funkcji Émile Lahouda. Sulaiman dowodził siłami zbrojnymi Libanu w czasie wojny z Izraelem w 2006.
19 maja 2007 Sulaiman dowodził libańską armią w czasie walk z terrorystycznym ugrupowaniem Fatah al-Islam, którego siedzibą był obóz uchodźców w Nahr al-Barid w północnym Libanie. Konflikt trwał do 2 września 2007 i zakończył się przejęciem kontroli przez wojsko libańskie nad obozem i zwycięstwem nad terrorystami. Funkcję dowódcy pełnił do 25 maja 2008, czyli do chwili wyboru na prezydenta.

## Droga do prezydentury
24 listopada 2007 zakończyła się kadencja prezydenta Émile Lahouda podczas gdy parlament nie był zdolny do wyboru jego następcy. 29 listopada 2007 lider opozycji Michel Aoun ogłosił swoje poparcie dla dowódcy sił zbrojnych, Michela Sulaimana jako kandydata kompromisowego. 3 grudnia 2007 rządzący Sojusz 14 Marca również zaakceptował jego kandydaturę i zapowiedział uchwalenie poprawek do konstytucji, umożliwiających objęcie stanowiska prezydenta przez wojskowego, bezpośrednio po odejściu ze służby wojskowej.
Po uzgodnieniu Sulaimana jako kandydata kompromisowego, wybór prezydenta odkładano w parlamencie kilkanaście razy, gdyż koalicja i opozycja nie mogły osiągnąć zgody nad szczegółami porozumienia. Opozycja dążyła do połączenia elekcji prezydenckiej ze zgodą na powołanie nowego gabinetu, w którym miałaby zagwarantowane miejsce.
7 maja 2008 w Libanie wybuchły walki między opozycyjnym Hezbollahem a siłami rządowymi. Powodem było zamknięcie i przejęcie przez rząd wewnętrznej linii telekomunikacyjnej Hezbollahu oraz dymisja szefa bezpieczeństwa portu lotniczego w Bejrucie (zwolennika Hezbollahu). W zamieszkach w kraju zginęło około 65 osób. Walki ustały dopiero 14 maja 2008 po tym, jak rząd wycofał się ze swoich wcześniejszych decyzji.
21 maja 2008 przywódcy koalicji i opozycji zawarli porozumienie w czasie rozmów negocjacyjnych prowadzonych pod auspicjami Ligi Państw Arabskich w Dosze w Katarze. Porozumienie  z Dohy przewidywało wybór Michela Sulaimana na stanowisko prezydenta Libanu, utworzenie wspólnego rządu jedności narodowej, wyrzeczenie się przez obie strony stosowania siły i przemocy oraz reformę systemu wyborczego.

## Prezydent Libanu
Wybór Sulaimana na stanowisko prezydenta odbył się podczas sesji parlamentu 25 maja 2008. W głosowaniu jego kandydaturę poparło 118 ze 127 deputowanych. W parlamencie byli obecni wysocy przedstawiciele ONZ, UE, USA oraz państw arabskich. Sulaiman w swoim przemówieniu wezwał polityków i społeczeństwo do pojednania i jedności narodowej.
28 maja 2008 prezydent Sulaiman powierzył misję sformowania rządu jedności narodowej, składającego się z przedstawicieli opozycji i koalicji, dotychczasowemu premierowi Fouadowi Siniorze. Prezydent zerwał z tradycją swoich poprzedników i wystosował prośbę do obywateli o niewywieszanie portretów z jego podobizną w miejscach publicznych.
Na początku czerwca 2008 z wizytą do Libanu przybył prezydent Francji Nicolas Sarkozy, który zapewnił Sulaimana o swoim poparciu w przywracaniu pokoju w kraju. W lipcu 2008 w czasie konferencji międzynarodowej w Paryżu, powołującej Unię na rzecz Regionu Morza Śródziemnego, prezydent Sulaiman spotkał się z prezydentem Syrii Baszarem al-Assadem. Było to historyczne wydarzenie i pierwsze spotkanie szefów tych dwóch państw. Rezultatem poprawy relacji libańsko-syryjskich (były okupant Libanu) było oficjalne nawiązanie stosunków dyplomatycznych między dwoma państwami 15 października 2008.

## Życie prywatne
Michel Sulaiman jest żonaty od 1973 z Wafaą Sulaiman, ma troje dzieci. Jest chrześcijaninem maronitą. Mówi płynnie w języku francuskim, angielskim i arabskim.

## Odznaczenia
- Libański Order Zasługi – Stopień Specjalny (2008, Liban)
- Libański Order Zasługi I klasy (1998, Liban)
- Libański Order Zasługi II klasy (1993, Liban)
- Libański Order Zasługi III klasy (1985, Liban)
- Wielka Wstęga Orderu Narodowego Cedru (1999, Liban)
- Kawaler Narodowego Orderu Cedru (1993, Liban)
- Medal Wojny (1992, Liban)
- Medal Jedności Narodowej (1993, Liban)
- Srebrny Medal „Za zasługi wojskowe” (1994, Liban)
- Medal Bezpieczeństwa Narodowego (2001, Liban)
- Łańcuch Orderu Króla Abdulaziza (2008, Arabia Saudyjska)
- Order Honoru (2011, Armenia)
- Wielka Gwiazda Odznaki Honorowej za Zasługi dla Republiki Austrii (2012, Austria)
- Łańcuch Orderu Khalifiyyeh (2009, Bahrajn)
- Wielki Łańcuch Orderu Narodowego Krzyża Południa (2010, Brazylia)
- Krzyż Wielki Orderu Rio Branco (2011, Brazylia)
- Wielki Łańcuch Orderu Makariosa III (2010, Cypr)
- Krzyż Wielki Orderu Legii Honorowej (2009, Francja)
- Krzyż Wielki Orderu Zbawiciela (2012, Grecja)
- Łańcuch Orderu Izabeli Katolickiej (2009, Hiszpania)
- Łańcuch Orderu Niepodległości (2010, Katar)
- Łańcuch Orderu Mubaraka Wielkiego (2009, Kuwejt)
- Krzyż Wielki Orderu Świętego Karola (2011, Monako)
- Wojskowy Order Omanu (2009, Oman)
- Medal „Za umacnianie współpracy wojskowej” Ministra Obrony Federacji Rosyjskiej (2007, Rosja)
- Krzyż Wielki z Łańcuchem Orderu Gwiazdy Rumunii (2009, Rumunia)
- Krzyż Wielki Orderu Narodowego Lwa (2013, Senegal)
- Order Zasługi Cywilnej klasy specjalnej (2005, Syria)
- Wielka Wstęga Orderu Umajjadów (2010, Syria)
- Order Księcia Jarosława Mądrego IV klasy (2002, Ukraina)
- Kawaler Krzyża Wielkiego Udekorowany Wielką Wstęgą Orderu Zasługi Italii (2008, Włochy)
- Order Zayeda (2009, Zjednoczone Emiraty Arabskie)
- Łańcuch Orderu Pro Merito Melitensi z Mieczami (2009, Zakon Kawalerów Maltańskich)[15]